# Nefertari
Nefertari foi uma grande rainha egípcia, esposa de Ramessés II faraó do Egito, cujo nome significa "a mais bela", "a mais perfeita" e é muitas vezes seguido pelo epíteto "amada de Mut". Nasceu aproximadamente em 1290 a.C., e morreu em 1254 a.C.
Ramessés II desposou-a antes de suceder a Seti I, e embora este tenha vivido muito mais tempo que ela e tido outras mulheres, esta foi sempre designada excepcionalmente como a favorita.
Existem registros da sua presença numa festa em Luxor onde foi apresentada nos seguintes termos: A princesa, rica em louvores, soberana da graça, doce no amor, senhora das duas terras, a perfeita, aquela cujas mãos seguram os sistros, aquela que alegra o seu pai Amom, a mais amada, a que usa a coroa, a cantora de belo rosto, aquela cuja palavra dá plenitude. Tudo quanto pede se realiza, toda a realidade se cumpre em função do seu desejo e conhecimento, todas as suas palavras despertam alegria nos rostos, ouvir a sua voz permite viver.
Interpretando as escrituras à letra Nefertari teria dado quatro filhos e duas filhas a Ramessés II. Mas, por vezes, a noção de filho corresponde a um título. Ao longo do seu reinado, Ramessés II adaptou um número considerável de filhos régios e filhas régias, o que levou certos egiptólogos a crer que tinha sido um procriador proverbial.

## Papel político
No primeiro ano do seu reinado, Nefertari foi associada a actos importantes. Logo após ter participado na coroação do seu esposo Ramessés II, ela foi levada a apresentar-se perante ele em Abidos numa cerimónia em que Nebunenef foi nomeado sumo sacerdote de Amon, assegurando assim a fidelidade deste rico e poderoso clero tebano.
Vê-se nas inscrições egípcias as famosas festas de Mim, onde a rainha fazia o ritual das sete voltas em torno do trono do faraó proferindo as fórmulas mágicas para perpetuar a prosperidade das Duas terras. Este era um ritual sagrado do estado.
Tal como outras rainhas antes, Nefertari exerceu um importante papel nas negociações de paz com os povos vizinhos, nomeadamente com os hititas, correspondendo-se com a sua homóloga a rainha do Império Hitita.

## Túmulo
Seu túmulo foi encontrado em 1904 e, embora já tivesse sido saqueado diversas vezes nos séculos passados, ainda era um dos mais luxuosos que se conhece. De 520 metros quadrados, as paredes da tumba são inteiramente enfeitados por desenhos da rainha e acredita-se que, antes dos saques, houvesse muitos tesouros por lá. Só não havia uma coisa: a múmia de Nefertari. A única coisa que os escavadores encontraram no começo do século XX foi um par de joelhos mumificados.
Em dezembro de 2016, uma nova pesquisa confirmou o que egiptólogos acreditam há décadas: que os joelhos pertenceram, de fato, a Nefertari. Por meio de análises químicas, de raios-X, e de datações de carbono, os pesquisadores confirmaram que o pedaço da perna pertenceram a uma mulher de cerca de 40 anos, que foi mumificada com os rituais geralmente dedicados à realeza. Ou seja, a rainha. Os cientistas acreditam que ela tenha sido enterrada com joias ao redor da cabeça e dos braços, o que fez com que a sua múmia acabasse sendo destruída durante os saques. De fato, análises da tíbia da múmia mostram que ela sofreu diversas fraturas já depois de morta.
Graças à pesquisa, descobriu-se também que a rainha, além de poderosa, era alta. Devia ter medido 1,65 metros – 9 centímetros a mais do que a média das mulheres do Egito Antigo.